# Иллин, Леандро
Леандро Иллин (Леандр Николаевич Ильин) (Leandro Illin 1882 — август 1946, Таунсвилл) русский эмигрант, поселившийся в Австралии. Борец за права коренного населения. Один из первых «белых» поселенцев, добившийся юридически зарегистрированного брака с женой из племени австралийских аборигенов. Основатель клана Иллиных, в настоящее время (2006 г.), насчитывающего около 200 человек, многие из которых известны своей борьбой за права коренного населения Австралии.

## Биография
Леандро Иллин родился в семье Николая Дмитриевича (1852—1922) и Александры Константиновны (1861—1945) Ильиных. Он был старшим из трех детей, носивших не менее экзотические имена (брат Ромелио (1886—1976) и сестра Ариадна (1890—1971)).
Отец Леандро, Николай Дмитриевич Ильин вынужден был покинуть Россию. Сначала Ильины жили в Патагонии, занимаясь скотоводством. В 1910 году они переселились в Австралию, где обосновались на Атертон, в северном Квинсленде. Николай и Леандро развернули агитацию по переселению русских в Австралию и наделению русских иммигрантов землёй на малоосвоенных северных территориях. Вскоре вокруг сложилось поселение русских эмигрантов, получившее название «маленькой Сибири». Там Леандро Иллин познакомился с Китти Кларк, двадцатилетней женщиной из племени нгаджон, которое искони жило на этих землях. У Китти уже было трое детей, а в 1914 году Китти родила ребенка от Леандро. По закону, запрещавшему связи между европейцами и аборигенами, после этого Китти подлежала выселению в резервацию вместе с детьми. Когда полиция пришла на ферму Ильиных, Леандро отказался выдать Китти и бежал вместе с ней в джунгли к аборигенам. Преодолевая сопротивление местных властей, он, при поддержке ведущих политиков-лейбористов, добился регистрации брака с Китти в 1915 году.
В 1920 году Николай Ильин с семьёй решил покинуть Австралию. Леандро не удалось последовать за ними, поскольку Китти не разрешали вывезти с собой её сына от первого брака. В 1921 году семья Ильиных переехала в Гондурас, где Николай собирался основать колонию русских эмигрантов, а Леандро остался вести жизнь скотовода в малонаселенных районах Австралии. В 1925 году Китти умерла во время родов на удаленной скотоводческой станции. После этого Леандро переселился ближе к цивилизации и стал больше времени посвящать воспитанию детей и публицистике, писал письма в газеты и в администрацию по вопросам прав коренного населения Австралии.

## Леандро Иллин в СМИ и литературе
История Леандро и Китти получила широкую известность благодаря исследованиям русского историка-эмигранта Елены Говор. В 2000 году в Австралии вышла её книга по истории семьи Ильиных. Австралийское телевидение сняло двухсерийный документальный фильм «Pioneers of Love». Сюжет об Ильиных был включен в передачу «Русские» (канал ОРТ, эфир 19 ноября 2006 года), посвящённую жизни русских эмигрантов в разных странах.